# Mones Quintela
Mones Quintela es una localidad uruguaya del departamento de Artigas, municipio de Bella Unión.

## Ubicación
La localidad se encuentra situada en la zona noroeste del departamento de Artigas, sobre la costa del río Uruguay y próximo a la desembocadura del arroyo Itacumbú en el mencionado río, a 6 km de Cainsa, y a 24 km al sur de Bella Unión. Se comunica por un camino vecinal con la ruta 3.

## Historia
Anteriormente se denominó Calpica Itacumbú, aunque este nombre incluyó también una amplia zona rural. La adopción del nombre Mones Quintela fue respaldada por la amplia mayoría de la población en 1984. CALPICA fue la denominación de una planta industrializadora de azúcar, referente obligado del centro poblado. La Cooperativa Agropecuaria Limitada de Producción e Industrialización de la Caña de Azúcar (CALPICA) se creó a impulsos de Alfredo Mones Quintela en los años 1950, y en 1970 fue adquirida por CALNU. Hoy es una cooperativa de riego.

## Población
En 2016 la localidad contaba con una población de 550 habitantes.
https://uruguaydocumental.com/2016/10/18/mones-quintela-calpica-artigas/

## Economía
Mones Quintela es un pequeño centro en un área agrícola especializada, vinculado a Bella Unión y al eje agrícola sobre ruta 3. La antigua Calpica se reconvirtió en una cooperativa de riego para cultivos de caña de azúcar, hortícolas y frutícolas y su planta industrial se utiliza como depósito.
Se destacan también la plantación de arroz, vid, y sorgo, además de la ganadería intensiva.

## Fiestas locales

### Fiesta Nacional de la Caña de Azúcar
Los días 5 y 6 de noviembre de 2010 se llevó a cabo en la localidad el primer festival de la Caña de Azúcar y se conmemoraron los 25 años de la denominación como Centro Poblado Mones Quintela. Se realiza el primer fin de semana de noviembre.

## Personalidades
- Luis Do Santos (1967), escritor
- Hugo Souza (1985), futbolista